# بيكساد
بيكساد هي قرية تقع في إقليم كوفاسنا في رومانيا.